# Arlempdes
Arlempdes is een gemeente in het Franse departement Haute-Loire (regio Auvergne-Rhône-Alpes). De plaats maakt deel uit van het arrondissement Le Puy-en-Velay. Arlempdes is een van Les Plus Beaux Villages de France. Op 1 januari 2022 had Arlempdes 148 inwoners. 

## Geografie
De oppervlakte van Arlempdes bedroeg op 1 januari 2022 13,74 vierkante kilometer; de bevolkingsdichtheid was toen 10,8 inwoners per km².

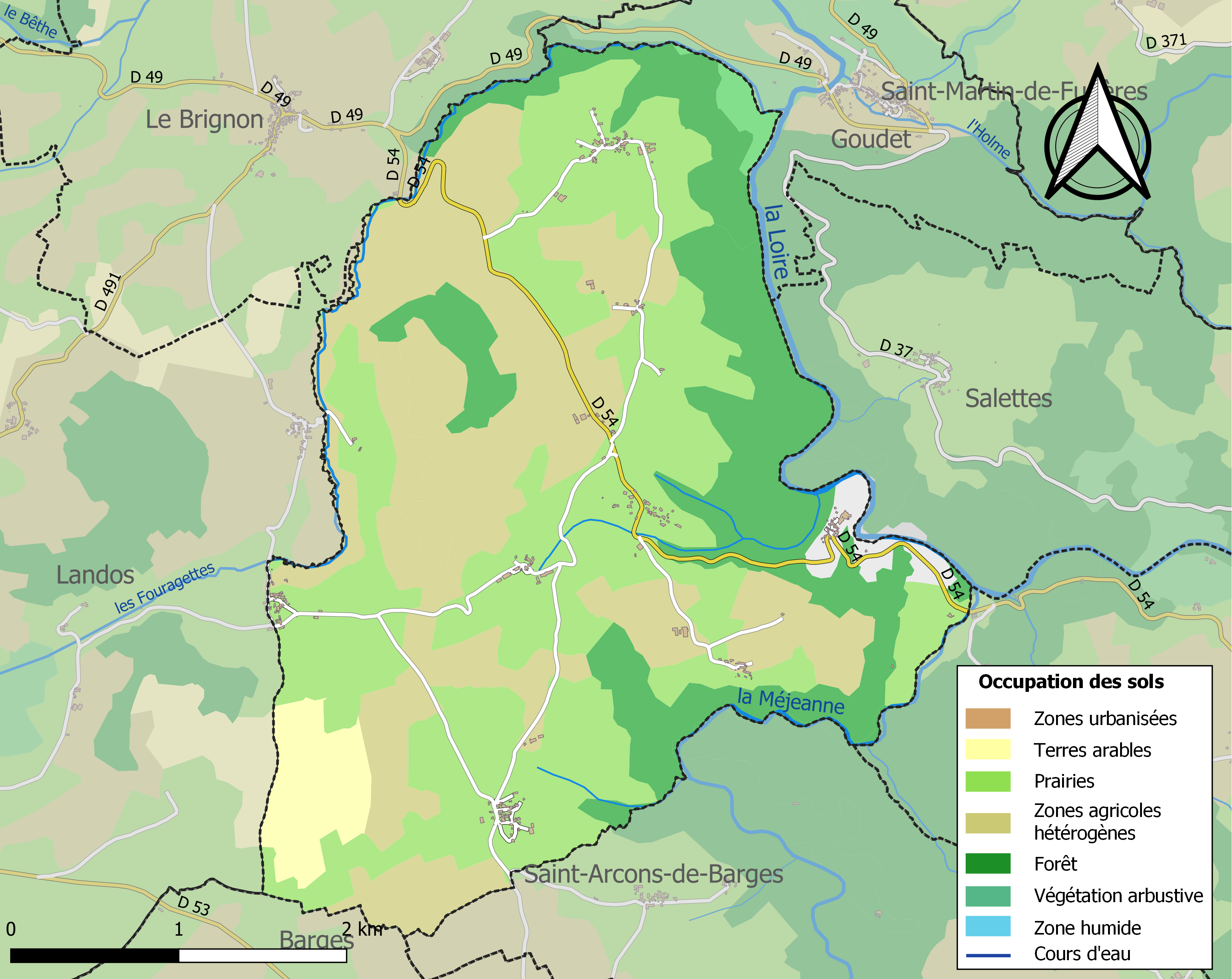
Kaart van de gemeente met de belangrijkste infrastructuur, bodemgebruik en omliggende gemeenten

## Demografie
Onderstaande figuur toont het verloop van het inwonertal (bron: INSEE-tellingen).

## Afbeeldingen

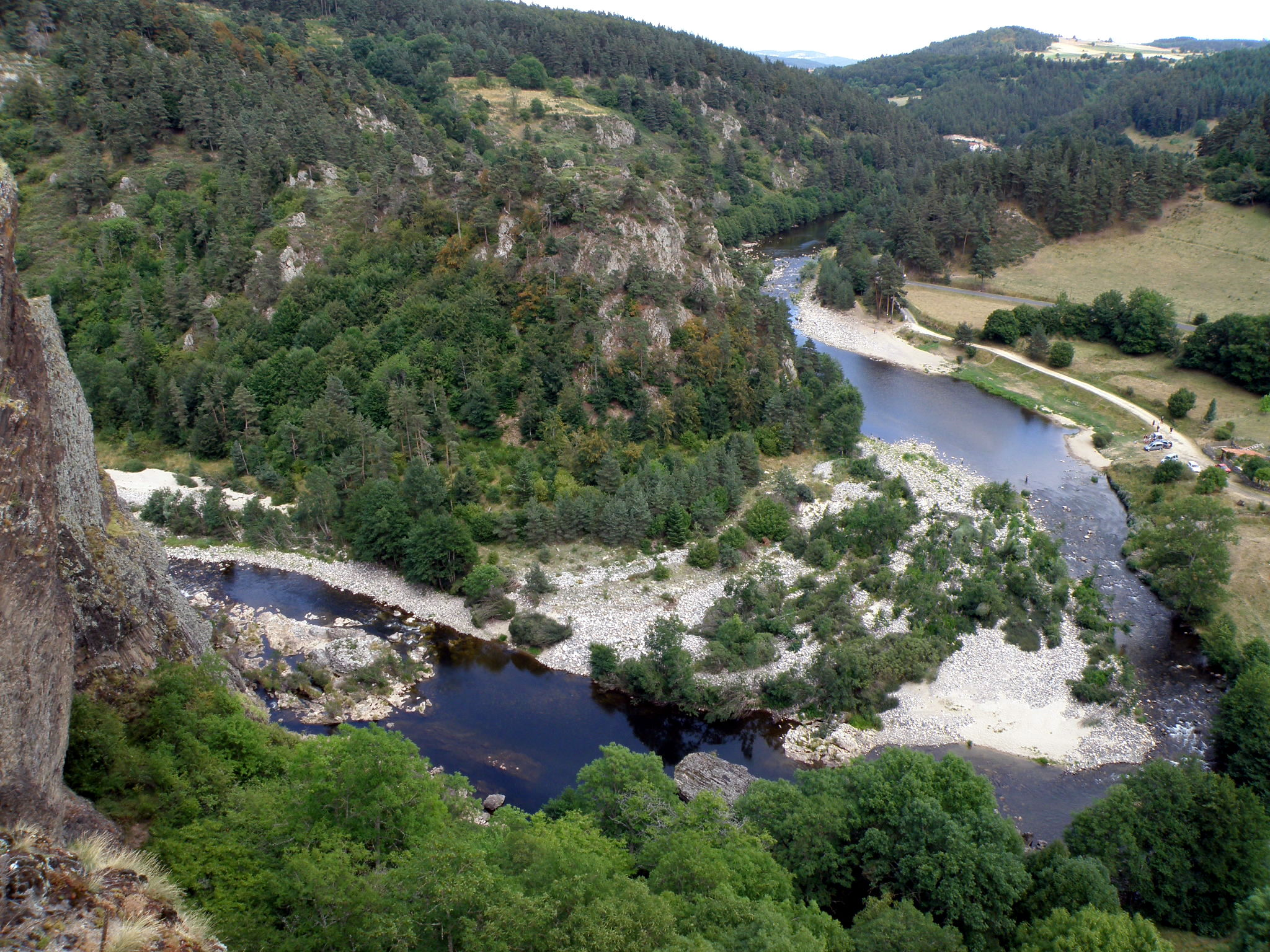
De Loire bij Arlempdes
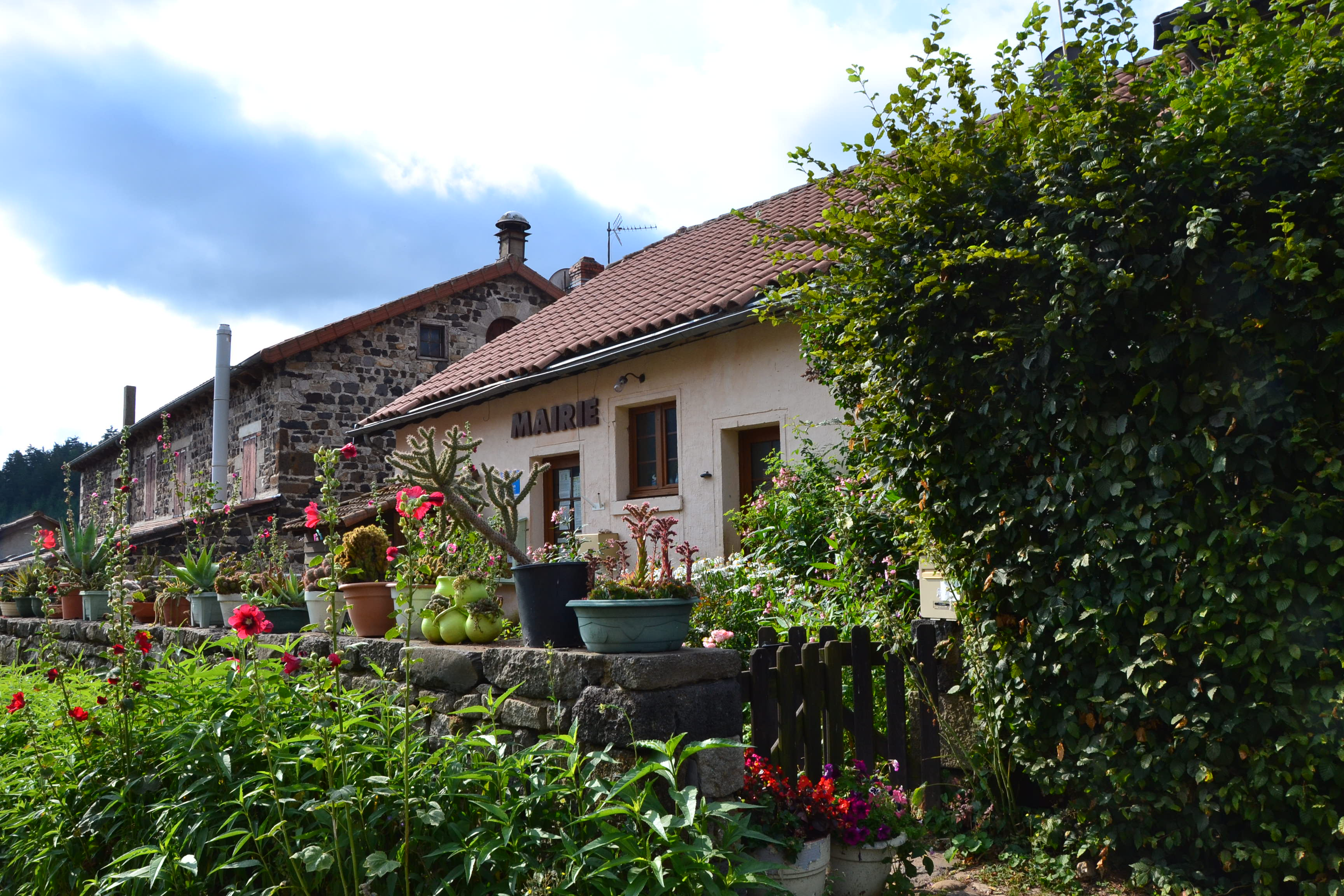
Gemeentehuis